# مسجد الجمعة (تبليسي)
مسجد الجمعة في تبليسي (بالإنجليزية: Juma Mosque (Tbilisi)،بالجورجية: ქართული ტექსტი) هو المسجد الوحيد الباقي في البلدة التاريخية القديمة في تبليسي. المسجد مشهور باستخدامه المشترك من قبل المسلمين السنة والشيعة.

## التنوع الثقافي
يقع المسجد بين المعالم الدينية الأخرى في مدينة تبليسي القديمة، بما في ذلك الحمامات والمعابد اليهودية والكنائس، مما يجسد تقليد المدينة الطويل الأمد في التنوع الديني والتسامح.